# Шентруперт (община)
Община Шентруперт (словен. Občina Šentrupert) — одна з общин Словенії. Адміністративним центром є місто Шентруперт.

## Населення
У 2011 році в общині проживало 2827 осіб, 1640 чоловіків і 1187 жінок. Чисельність економічно активного населення (за місцем проживання), 991 осіб. Середня щомісячна чиста заробітна плата одного працівника (EUR), 987,20 (в середньому по Словенії 987.39). Приблизно кожен другий житель у громаді має автомобіль (43 автомобілів на 100 жителів). Середній вік жителів склав 40,5 роки (в середньому по Словенії 41.8). 